# Exocentrus fasciolatus
Exocentrus fasciolatus là một loài bọ cánh cứng trong họ Cerambycidae.